# ファイナルファンタジーXIシリーズ (ファミ通文庫)
ファイナルファンタジーXIシリーズ（ファイナルファンタジーイレブンシリーズ）は、スクウェア・エニックスが運営をしているオンラインゲームファイナルファンタジーXI内での話などを基にして書かれた小説である。
作者：はせがわみやび・イラスト：金田榮路であり、エンターブレイン社のファミ通文庫から発売をしている。

## 概要
ファイナルファンタジーXIシリーズ内で行われたイベントやミッション・クエストなどを基にして描かれている小説。
作品の性質上、実際にプレイをしていないと理解できない文言が多い。発売ペースは年に4冊ほどである。
イラスト担当は基本的に金田榮路だが、25、30巻は皆川史生が担当しており、29巻では金田、皆川、うずが担当している。

## 物語の内容
ダグとリン編・アルとイーリス編・ネリィとバーシャ編に分かれているため3つの項目とする。
また、それぞれ物語の中で登場をしたミッションやクエストはそれぞれの項目として扱う。

### ダグとリン編

#### サンドリア-カザム
- ミッション・クエスト：ZM-海賊の巣窟ノーグ・ZM-ウガレピ寺院・ZM-デルクフの塔再び
- 物語の内容：

#### バストゥーク-ラバオ
- ミッション・クエスト：バストゥークM8-1流砂の鎖、ZM-流砂洞を越えて・宣託の間
- 物語の内容：

#### サンドリア-氷河
- ミッション・クエスト：PM第5章＜帰路を踏みしめ＞螺旋、ジュノクエスト：ソ・ジヤ識別札入手
- 物語の内容：

#### 過去アルタナ
- ミッション・クエスト：アルタナミッション
- 物語の内容：

#### 関連書籍
- 「ファイナルファンタジーXI 〜護りの剣1〜」2003年9月20日発売 ISBN 4-7577-1575-7
- 「ファイナルファンタジーXI 〜護りの剣2〜」2003年11月20日発売 ISBN 4-7577-1635-4
- 「ファイナルファンタジーXI 〜護りの剣3〜」2003年12月20日発売 ISBN 4-7577-1675-3
- 「ファイナルファンタジーXI 〜騎士の誇り1〜」2004年7月20日発売 ISBN 4-7577-1935-3
- 「ファイナルファンタジーXI 〜騎士の誇り2〜」2004年9月18日発売 ISBN 4-7577-2002-5
- 「ファイナルファンタジーXI 〜騎士の誇り3〜」2004年11月20日発売 ISBN 4-7577-2059-9
- 「ファイナルファンタジーXI 〜旅の恵み〜」2006年03月31日発売 ISBN 4-7577-2667-8
- 「ファイナルファンタジーXI 〜彼方からの伝言1〜」2008年7月30日発売 本体640円＋税 ISBN 978-4-7577-4336-6
- 「ファイナルファンタジーXI 〜彼方からの伝言2〜」2008年9月30日発売 本体640円＋税 ISBN 978-4-7577-4447-9
- 「ファイナルファンタジーXI 〜彼方からの伝言3〜」2008年11月29日発売 本体640円＋税 ISBN 978-4-7577-4522-3

### アルとイーリス編

#### バストゥーク-サンドリア
- ミッション・クエスト：バストゥークM1-1ツェールン鉱山からの報告・1-2彼の名はシド・1-3終わらぬ戦い・バストゥークを離れて（サンドリア編）
- 物語の内容：

#### サンドリア-ウィンダス
- ミッション・クエスト：バストゥークM2-3バストゥークを離れて（ウィンダス編）
- 物語の内容：

#### ジュノ-セルビナ
- ミッション・クエスト：バストゥークM3-3ジュノへ・バストゥークM5-2ザルカバードに眠る真実・ジュノクエスト：傷ついたチョコボ
- 物語の内容：ウィンダスでの冒険から3ヶ月が過ぎた頃、マックスの家に居候していたアルの元にバストゥーク政府からジュノへの赴任任務が通達され、任務を受諾する時に同席していたイーリスと共にジュノへ向かうことになった。

#### ジュノ
- ミッション・クエスト：天昌堂関連クエスト、ウィンダスクエスト：信仰の行く先
- 物語の内容：

#### ジュノ-サンドリア
- ミッション・クエスト：PM-第1章＜誘うは古のほむら＞
- 物語の内容：

#### サンドリア-タブナジア群島
- ミッション・クエスト：PM-第1章＜誘うは古のほむら＞・PM-第2章＜忘らるる聖者の島＞の忘却の町・PM-隔たれし信仰・PM-第7章＜眩き石の御許にて＞の決別の前
- 物語の内容：

#### アトルガン皇国編
- ミッション・クエスト：不滅の防人、ビシージー、チョコボサーキット関連など
- 物語の内容：ペタが死んでしまったとのことで救出に行く物語。アルザダール海底遺跡群に関しても触れられているもの。幸福の条件に関しては、チョコボサーキットが実装されたことなどを詳細に書いている。また先にせんじてという形で賭けの詳細などを書いている。

#### サンドリア-アトルガン皇国編
- ミッション・クエスト：ジュノクエスト：逃げだしたチョコボ・チョコボ育成関連など
- 物語の内容：チョコボ育成の関連の物語と「パンクラティオン」と呼ばれるプレイヤーの育てたモンスター同士を戦わせる闘獣試合、また錬金術に関する物語。

#### 関連書籍
- 「ファイナルファンタジーXI 〜祈りの風〜」2002年12月20日発売 ISBN 4-7577-1244-8
- 「ファイナルファンタジーXI 〜星の誓い〜」2003年4月19日発売 ISBN 4-7577-1424-6
- 「ファイナルファンタジーXI 〜永遠の絆〜」2003年6月20日発売 ISBN 4-7577-1480-7
- 「ファイナルファンタジーXI 〜遥かなる翼〜」2004年3月19日発売 ISBN 4-7577-1792-X
- 「ファイナルファンタジーXI 〜冒険者の休日〜」2005年3月22日発売 ISBN 4-7577-2207-9
- 「ファイナルファンタジーXI 〜遠い願い 上〜」2005年6月20日発売 ISBN 4-7577-2322-9
- 「ファイナルファンタジーXI 〜遠い願い 下〜」2005年8月29日発売 ISBN 4-7577-2392-X
- 「ファイナルファンタジーXI 〜新たな夢 上〜」2005年10月29日発売 ISBN 4-7577-2491-8
- 「ファイナルファンタジーXI 〜新たな夢 下〜」2005年12月24日発売 ISBN 4-7577-2558-2
- 「ファイナルファンタジーXI 〜賢者の遺言 上〜」2007年2月28日発売 ISBN 4-7577-3347-X
- 「ファイナルファンタジーXI 〜賢者の遺言 下〜」2007年3月30日発売 ISBN 978-4-7577-3426-5
- 「ファイナルファンタジーXI 〜幸運の条件〜」2007年7月30日発売
- 「ファイナルファンタジーXI 〜ロンフォールの姫騎士〜」2007年10月30日頃発売 ISBN 978-4-7577-3833-1
- 「ファイナルファンタジーXI 〜星のいざない〜」2008年1月4日発売 ISBN 978-4-7577-3921-5

### パーシャとネリィ編

#### アトルガン皇国
- ミッション・クエスト：ジュノクエスト-アトルガン皇国へ・アトルガンミッション-不滅の防人・アトルガンクエスト-海鳥は賽を振る
- 物語の内容：パーシャとネリィがアトルガンからジュノ・ウィンダスなどを旅をする物語。途中ペタの兄弟が登場をして今度は救出などをするということもある。

#### 関連書籍
- 「ファイナルファンタジーXI 〜アトルガンの娘たち 1〜」2006年7月29日発売 ISBN 4-7577-2872-7
- 「ファイナルファンタジーXI 〜アトルガンの娘たち 2〜」2006年9月30日発売 ISBN 4-7577-2939-1
- 「ファイナルファンタジーXI 〜アトルガンの娘たち 3〜」2006年11月30日発売 ISBN 4-7577-3036-5

### ラリィとビィ編
ヴァナ通.comとのコラボレーションによる作品で、シリーズものである。挿絵の担当として、皆川史生が担当をしている。

#### 関連書籍
- 「ファイナルファンタジーXI 〜ハッピーギフト〜」2008年3月29日発売 本体640円＋税 ISBN 978-4-7577-4081-5

### ウィンダスミッション編
「ファイナルファンタジーXI」ゲーム内のウィンダス連邦所属の冒険者たちが受領するミッションをノベライズしたもの。
皆川史生が挿絵を担当している。

#### 関連書籍
- 「ファイナルファンタジーXI 〜ザルカバードの鼓動1〜」2009年04月30日発売 本体640円＋税 ISBN 978-4-7577-4833-0
- 「ファイナルファンタジーXI 〜ザルカバードの鼓動2〜」2009年07月30日発売 本体640円＋税 ISBN 978-4757749887
- 「ファイナルファンタジーXI 〜ザルカバードの鼓動3〜」2009年10月30日発売 本体640円＋税 ISBN 978-4-04-726097-9

## 登場人物
先のと同じ理由でいくつかの分類をした項目とする。ただし、実際に『FFXI』内に出ている人物は除く。

### サンドリア
ダグラス・グラント（通称：ダグ）種族：ヒューム 出身国：サンドリア 職業：ナイト
ダグラス&リン編における主人公。始めは戦士系であったが次第にナイトとして活躍するようになる。
子供のころから、王立騎士団に入ることが夢だったが、グァバの養父を探しに冒険に出たのを引き金に、冒険者となる。
しっかりものではあるが、少し頭が回らないことがあるようだ。
ペタにげんこつを落とすことが出来る数少ない人物。また、時々からかってくるニムも殴ることもある。
リンとは次第に好意を持ち合うようになっていく。
グァバ（通称：グァバ）種族：ガルカ 出身国：サンドリア 職業：モンク
ダグ・ニムとは幼馴染みである。養父がエルシモ調査隊の一員であったがその後行方不明となり、養父を探しにいくためにダグたちと共にエルシモ島へ向かう。
無事に養父は見つかり、その後ティッキィの母親探しに同行する事に。
落ち着いた、しっかりした青年。ティッキィとはしょっちゅう喧嘩をするが、彼女には好意を持っているようだ。
ニムラール・レヴァネール（通称：ニム）種族：エルヴァーン 出身国：サンドリア 職業：白魔道士
サンドリアの名士の三男。ダグ、グァバとは幼馴染みでもある。ダグの姉、アリステアとはお互いに好意を持ち合っているようで、共通のリンクパールを持っている。
エルヴァーンにしてはあまり体力はなく、力仕事が苦手だが、その分頭がとても良く、知識も豊富。ペタを師匠と仰ぎ、ともに行動することも多い。
イーリスとは同じ教会で修行をした幼馴染み。
エルヴァーンでありながら、「自分たちが一番」というエルヴァーンにありがちな思想を嫌う。兄たちのことも好いていない。
白魔法の詠唱の言葉を独自のものに変化させている。言葉を独自のものに変えるのは難しいらしいが、ニムはいろいろな文を編み出しており、その腕はペタを感心させるほど（センスはかなり独創的でダグたちは少々迷惑がっている）。
ジェラルド・デイル（通称：ジェド）種族：エルヴァーン 出身国：サンドリア 職業：赤魔道士兼戦士（後に狩人）
ペタと共に登場。無口かつクールで、笑顔などはほぼ見ることが出来ない。彼の笑顔の目撃者は今のところ、シェラ、レイシャ、ペタのみである。
デイル家の長男であったが父親は戦闘中に死去、家名は没収となる。以降サンドリアの密偵であったが途中でやめることになる。以後はアルたちと共に行動する。
表情にはまったく出さないが、言葉や動作からしてシェラを好いていると推測できる。
レイシャ（通称：レイシャ）種族：エルヴァーン 出身国：サンドリア 職業：吟遊詩人兼獣使い
サンドリアの密偵。様々な面で妨害をするが、後に助け船を出したり自ら依頼人としてアルたちに依頼をしてくることがある。
ジェドを好いていて、シェラとはライバル関係にある。
リュヌージュ・ブラナージュ（通称：リュン）種族：エルヴァーン 出身国：サンドリア 職業：戦士
ジュノ―サンドリア編で登場。
サンドリアの大商人テザレポル・ブラナージュの次男。下にエデワーレという弟がいる。
1年ほど前に乗っていた船が沈没してしまい、遭難していたところを海賊のムザッファーに助けられた。
その後、彼の船で下働きをしているうちに海賊になる決意をし、その旨を父親に伝えるため帰郷したが、父に反対され、
また恩人のムザッファーにも諭されて海賊の道をあきらめ、ブラナージュ家の後を継ぐことにした。
レッド（通称：レッド）種族：エルヴァーン 出身国：サンドリア 職業：モンク兼シーフ（後にコルセア）
パーシャとネリィがマウラの酒場で出会った赤髪の青年。実はノーグの海賊の一員。
元はある富豪の跡取り息子だったが海で遭難、一時記憶喪失になってしまい記憶が戻ったときには葬式がすでに行われてしまっていたというかなり波乱万丈な人。
その数奇な人生を歩んできたためか自らの運にはかなり自信がない。
ノエリ・パルトラン 種族：エルヴァーン 出身国：サンドリア 職業：ナイト
かつて＜ロンフォールの姫百合＞と呼ばれた騎士。性格は苛烈で、＜鬼百合＞という別名も持っている。
自らを「女神の祝福を失った騎士」と言い、魔法もナイトの技も使えなくなっている。
何故かチョコボを嫌っている。
以前ニムの兄たちが熱心に懸想文を送ったが、にべもなく断られている。
サヴィデール・ダルカン（通称：サヴィ） 種族：エルヴァーン 出身国：サンドリア 職業：吟遊詩人
ウィンダスミッション編でロンたちが出会ったおかしな吟遊詩人。「薔薇吹きサヴィ」を自称する。

#### グラント家
ウィリアム・グラント（通称：ウィリ） 種族：ヒューム 出身国：サンドリア 職業：ナイト
ダグの父親。王国騎士団に所属をしている騎士でもある。かつては自身も冒険者として活動をしていたことがありその時代にミリアムと知り合い、その後結婚する。
アリステア・グラント 種族： ヒューム 出身国：サンドリア
ダグの姉。ニム、グァバとは幼馴染である。かなりマイペースだが本好きなためか知識豊富。
ニムとは互いに好意を持っている模様である。ニムに対してリンクパールを送ったりしたことも。
ミリアム・グラント（通称：ミリアム）種族：ヒューム 出身国：サンドリア 職業：獣使い
ダグの母親で超凄腕の冒険者。冒険者の中でも有名で無敵のミリアムという二つ名を持っている。普段から冒険に出て家を空けており夫のウィリアムとはリンクシェルで連絡をしている。
また、冒険者として辺境などの各地へと出向いたりする。
最初は名前のみであったが、カザムの襲撃事件時にダグたちの前に登場する。その後も時折登場する。

### バストゥーク
アルフレッド・リード（通称：アル）種族：ヒューム 出身国：バストゥーク 職業：戦士
アル&イーリス編における主人公。ミミズに苦戦をしている最中にイーリスらに助けられる。ペタやジェドに乗せられる形でパーティーのリーダーにされてしまうが、冒険を続けていくうちに実質的なリーダーとして成長する。
イーリスに好意を持つが、極めて鈍く女心は全く理解できない。
イーリス・ウェイレス（通称：イーリス）種族：ヒューム 出身国：サンドリア 職業：白魔道士
アル&イーリス編におけるヒロイン。気が強くしっかり者である。また、顔に似合わず口が悪い。
幼い頃にウィンダスへと両親と共に向かう旅の途中でセルビナ-マウラ行きの船で襲撃され、両親を失う。
その後、マックスらによって育てられ、バストゥークに向かってアルと出会う。アルに好意があるようだ。
後にサンドリア-タブナジア編ではダグ・ニムたちとは幼い頃からの知り合いであることが書かれている。
マキシマム（通称：マックス）種族：ガルカ 出身国：バストゥーク 職業：ナイト
イーリスの叔父（義理）である。イーリスと共に登場をする。バストゥークの冒険者の間では英雄として知られている。
元銃士（バストゥークの軍人）でもあったので時折知人の銃士と共に行動することがある。
その後、ダグ・リン編にペタへの依頼人としてラバオで登場する。
リン（通称：リン）種族：ヒューム 出身国：バストゥーク 職業：竜騎士
ダグラス&リン編におけるヒロイン。パルプロ鉱山での鍵取りのときにティッキィと出会う。途中生まれた小竜をひき連れて行くが同時に呪いを受けることとなる。
ダグたちとはロンフォール付近で出会う。その後一緒に行動する。
性格はまじめで正義感がとても強いがちょっと天然。
ウーフィ（通称：ウーフィ）種族：飛竜
リンがパルブロ鉱山で拾った飛竜。生まれてすぐクゥダフに殺されそうになった所をリンに助けられた。
性別はオスらしく、ダグがリンに近づくとダグを警戒してかリンの側によって来る。
コダイ（通称：コダイ）種族：ガルカ 出身国：バストゥーク 職業：戦士
バストゥークの軍人でもあり、マックスの友人でもある。ウィンダス編に登場する。その後、ラバオ編に登場。
パサー（通称：パサー）種族：ヒューム 出身国：不明 職業：シーフ兼忍者
＜ゆきずり＞と書いて「パサー」と読む。
ウィンダス編に登場する。無愛想でジェドに負けず劣らず無口。その後、ラバオ編に登場。
クラウス（通称：クラウス）種族：ヒューム 出身国：バストゥーク 職業：吟遊詩人兼シーフ
ラバオ編から登場する。その後ダグたちとは一緒に行動を共にする。嘆きのクラウスという二つ名を持っている。
普段は口が軽く飄々としているが、ニムやペタ並みに知識豊富で頭がまわる。
また、タブナジア編では、アルたちの後を追うイーリス達と行動を共にする。

### ウィンダス
ペルタタ・ポルタタ・プロンプタ（通称：ペタ）種族：タルタル 出身国：ウィンダス 職業：黒魔道士兼召喚士兼からくり士
FFXI（小説版）の物語に全て登場している（但しラリィ＆ビィ編には登場していない）魔道士。放浪の賢者という二つ名を持っている。パーティの知恵袋的存在だがトラブルメーカーでもあり、問題行動も多い上、彼女も無理無茶無謀を旗印にしている。
またウィンダスのシャントットとは魔法学校時代の同期の親友で、親兄弟はウィンダスの学者であり、ペタは五人兄弟の末っ子。幼い頃から家族に魔法漬けの生活を送らされており、それぞれ別の魔道士職についている他の家族は隙あらば自分と同じ道に引き込もうと勧誘してくるため、ペタは彼らが苦手。
年齢不詳であるが、自称は「少女」。
ミルス・シェラッテ（通称：シェラ）種族：ミスラ 出身国：ウィンダス 職業：シーフ
アルたちがパルプロ鉱山でのミッションを受けている最中に出会う。その後共に行動する。アルやイーリスのお姉さん的存在。
あまり女性らしくない立ち振る舞いが多い。ジェドを好いている。
ペタに雷を落とせる数少ない人物。
チット（通称：チット）種族：タルタル 出身国：ウィンダス 職業：モンク
モンクの叔父の影響で冒険者になった。
アルたちがブブリム半島からウィンダスへと向かう最中に助け出される。以降アルたちと一緒に行動するようになる。
その後ダグ・リン編にもエルシモ島の調査隊の護衛の一人として登場する。魔法が苦手で、戦闘時にも逃げ癖があった。
どういう訳か登場する時はいつもトラブルに巻き込まれていて「たあすけてー！！」と叫びながら登場することが多い。しかし戦闘能力はかなり高い。
ユーフェミア・フラウ（通称：ティッキィ）種族：ミスラ 出身国：ウィンダス 職業：狩人兼シーフ
パルブロ鉱山での鍵取りの途中でリンやペタと出会う。その後に行方不明の母親（冒険者でシーフ）を探す。
ダグたちより1つ年上だが身長が低いため幼く見えるのがコンプレックス。
強気な性格でグァバとは出会った当初から何かにつけて口げんかをしていた。
ダグたちより冒険者としては先輩だが少々せっかちで注意力がなく、余計なのを釣ってしまうことも。
子供の頃から母親にシーフとしての技術をみっちり仕込まれていたが、ダグたちと出会った当初は使おうとしなかった。
「ティッキィ」の由来は「テイク・イット（それとって）」。
エス（通称：シリィ）種族：ミスラ 出身国：ウィンダス＜カザム＞ 職業：暗黒騎士
ラバオ編から登場する。その後ダグたちとは一緒に行動する。
ミスラの宝を守る守護者の一族に生まれたが彼女の母親の代に奪われてしまった宝を取り戻すために故郷を離れた。
クラウスやダグたちに出会う前までは人との関わりを極力避けていた。
メテオライト・ベレズフォード（通称：メテオリ）種族：タルタル 出身国：サンドリア 職業：黒魔道士
タブナジア群島編で登場。
魔法狂（マジック・ハッピー）と言われるほどの魔法好きで物欲も強い。
加えて後先をちっとも考えないため色々とトラブルを巻き起こす。
しかし黒魔道士としての腕は確かで、アーティファクトの帽子を持っている。
自身も黒魔道士だったペタはそれを見て思わず盗品じゃないのかと疑ったほど驚いた。
人使いこそ荒いが、ヒュームのシロンを拾って大人になるまで育てるなど意外に面倒見が良いところもある。
ミミカ（通称：ミミカ）種族：ミスラ 出身国：ウィンダス 職業：忍者
タブナジア群島編で登場。
メテオリとは昔からの相棒にしてお目付け役。
普段は舌足らずで終始寝ぼけているような態度をしているのだが、いざ戦闘になると一転して二刀流や空蝉を駆使し戦う凄腕の「忍び」となる。
「なのネ」が口癖。
フロララ・チャイ（通称：フウカ）種族：タルタル 出身国：ウィンダス 職業：侍
ジュノ―サンドリア編で登場。
ライガンの義姉。かなり勇ましい性格だが極度の方向音痴。
家はかつて剣法道場を開いていたが、不慮の事故で道場師範だった父親が亡くなり、以来道場は廃れてしまい、再び盛り立てるためにライガンと共に修行の旅に出ていた。
ジュノからバストゥークに向かうつもりが通り過ぎてラテーヌ高原に着いてしまい、雄羊に追われていたところをアルたちに助けられる。
ライガンシンガン（通称：ライガン）種族：ガルカ 出身国：ウィンダス 職業：白魔道士兼侍
ジュノ―サンドリア編で登場。
フウカの義弟。気弱だがしっかり者。転生直後にサルタバルタで彷徨っていたところをフウカの両親に拾われた。
剣術よりも魔法に興味を持ち（姉に隠れて）独学で学んでいたが本人に素質があったのか白魔法の腕は確か。
リミララ（通称：シルバー）種族：ヒューム 出身国：ウィンダス 職業：黒魔道士兼赤魔導士
サンドリア―氷河編で登場。
銀髪の凄腕冒険者でレッドの相棒。本名がタルタル♀のような名前のため普段は「シルバー」と名乗っている。
錬金術を嗜んでおりその知識も豊富だが講義好きでいったん始めると歯止めが利かない上に邪魔されるのを嫌う（邪魔するとファストキャスト（高速詠唱）のスリプルで眠らされる）。
故郷にマリアという婚約者がいるがその熱愛ぶりはすさまじく彼女の姿絵を常に持ち歩いているだけでなく、話の途中からのろけ話にすり替わっていることもしばしば。
グッ・テ　種族：ミスラ　出身国：？　職業シーフ
リミララの師匠でありパーシャ、ネリィにシーフの技術を教えた人物。
性格は気が短く大雑把であり、ミリアムと気が合う、そのためか一緒に行動していることが多い。
シロン・ベレズフォード 種族：ヒューム 出身国：ウィンダス 職業：ナイト？
メテオリの養子。非常に人当たりのいい青年。孤児であったところをメテオリに拾われて育てられた。
いつもメテオリが作った借金の返済に追われており、唯一の資産は身に付けたアダマンプレートアーマーのみ。
シャーリィ・ヘイミシュ（通称：シャリィ） 種族：ヒューム 出身国：ウィンダス 職業：黒魔道士
ウィンダスミッション編のパーティーのリーダー。「唱えずのシャリィ」を自称している。「この世の全ての本は自分に読まれるために存在する」と言い切り、自らの知恵を誇って誰に対しても傲岸不遜な態度を取る上に、書物のためなら不法手段をも厭わない奇人だが、非常に頭が切れる上に観察力にも優れ、僅かな手がかりから真相を言い当ててしまう。
女のような自分の名前を嫌い「シャリィ」を名乗っており、人にもそう呼ばせている。
ロナルド・ロック（通称：ロン） 種族：ヒューム 出身国：ウィンダス 職業：戦士
シャリィの幼馴染。よく暴走するシャリィのストッパー役、というよりはシャリィのしでかした様々な厄介ごとのフォローに追われる苦労人。戦士と言う職業柄パーティーリーダーと間違われることが多い。「旋風のロン」というあだ名をつけられている。
キャル・モリーナ（通称：キャル） 種族：ミスラ 出身国：ウィンダス 職業：狩人
シャリィとロンの幼馴染。クロスボウを使った大道芸を行って路銀を稼いでいることもある。最近使われだした「銃」に憧れている。
リッコロッコ（通称：リッコ） 種族：タルタル 出身国：ウィンダス 職業：白魔道士兼シーフ
キャルの知り合いの気弱な白魔道士。実はある秘密を抱えている。

#### プロンプタ家
ジ・ジン・ヤン・プロンプタ 種族：タルタル 出身国：ウィンダス 職業：赤魔道士
ペタの上から2番目の兄。彼女からは「にぃ兄ちゃん」と呼ばれている。
ペタはウィンダスの魔法学校卒業と同時に家出同然に旅に出たらしく、彼は2人の弟たちと共に彼女を探しにあちこちに旅をしている。
3人の中では年長のためリーダー的な立場だが一番上の兄にはかなり弱い。
トーリ・リト・プロンプタ（通称：トーリ）種族：タルタル 出身国：ウィンダス 職業：黒魔道士
ペタの上から3番目の兄。彼女からは「さん兄ちゃん」と呼ばれている。
ペタの捜索をしている兄弟たちの中で一番の理論派だが、何故か数える時の単位や文法など素人が見るとしょうもないことを語ろうとする。
彼女が最初黒魔道士だったのは彼の影響と思われる。
テトラト・テラ・プロンプタ（通称：テト）種族：タルタル 出身国：ウィンダス 職業：白魔道士
ペタの上から四番目の兄。彼女からは「よん兄ちゃん」と呼ばれている。
男の兄弟の中では一番末で口調も幼い感じ。
実は彼らはレイシャ、グァバ、ティッキィと北の地に赴いたことがあり、道中や別れ際にトラブルを起こしていた。
ペタがトラブルメーカーなのはプロンプタ家のDNAのようだ。

### アトルガン皇国
パーシャ（通称：パーシャ）種族：ミスラ 出身国：アトルガン皇国 職業：モンク兼シーフ
アトルガン編の主人公。明るく前向きだが少々乱暴。義姉のネリィと共にある富豪の屋敷に盗みに入ったことから思わぬ騒動に巻き込まれていく…。
ネリィ（通称：ネリィ）種族：ミスラ 出身国：アトルガン皇国 職業：白魔道士兼シーフ
パーシャの義姉。普段はおっとりしているが怒るとムチャクチャ怖い。
ナバーハ（通称：ナバーハ）種族：ヒューム 出身国： 職業：青魔道士？
パーシャとネリィが忍び込んだ屋敷の主人ファーメットに雇われた用心棒の一人。
彼の命でパーシャたちを追うことになったが、どうやら他に目的があるらしくそのためにペタと手を組んでいる。
ナルファ（通称：ナルファ）種族：エルヴァーン 出身国：アトルガン皇国 職業：コルセア
極めて強力な幸運の持ち主で、賭け事を行えば必ず勝ち、運に左右されるコルセアの技で常に最大の効果を得られる。
ただしその幸運は本人には及ばないらしく、しょっちゅう滑ったり転んだりしている。早撃ちが得意。
ブラッディ・サイス（通称：サイス）種族：ガルカ 出身国： 職業：暗黒騎士
名前の由来は巨大な大鎌を使うことから。豪快な性格。
強力な一撃を決めることを極めようとしている一撃狂（ダメージ・ハッピー）であり、メテオリとは同類同士で気が合う。

### 過去アルタナ
ウィリアム・グラント 種族：ヒューム 出身国：サンドリア 職業：ナイト
ダグラスの父。20年前の時点ではまだミリアムとは結婚していない。
ミリアム・バーンハイム 種族：ヒューム 出身国： 職業：獣使い
ダグラスの母。後の「無敵のミリアム」その人。
20年前の時点ではまだウィリアムと結婚しておらず、旧姓のまま。
ユーフェリン・フラウ 種族：ミスラ
ティッキィの母。20年前からの「救援要請」を行い、ダグラス達を過去世界へと導くきっかけを作った。
ものぐさな性格をしている。ティッキィの通称は彼女の口癖「それ、とって（テイク・イット）」がなまったもの。
リット 種族：タルタル 出身国：ウィンダス 職業：モンク
チットの叔父。
メテオライト・ベレズフォード（通称：メテオリ）種族：タルタル 出身国：サンドリア 職業：黒魔道士
20年前の時点では獅子戦闘魔導師団の隊長をしており、立派な性格の人物であった。
オズトロイヤ城戦にて頭部を数回強打しており、それが原因で性格が現代の状態になってしまった。
ブランディオ・フロレマージュ 種族：エルヴァーン 出身国：サンドリア 職業：学者
シュルツ流軍学を修める少年。若くしてスカラーボードを頂くほどの天才。
プライドの高さと実戦経験のなさを突かれてペタにからかわれることが多い。
ヴァランティーヌ・ランセノー（通称：ヴァル） 種族：エルヴァーン 出身国：神聖アドゥリン都市同盟 職業：踊り子
海を越えた西方の商家の娘。15歳。傲岸不遜な性格をしている。
マギー 種族：ヒューム 出身国： 職業：踊り子
ヴァルに用心棒として雇われた女性。

## 漫画版
エンターブレイン社より発行されている季刊のムックのコミック誌：コミックヴァナ通創刊時から掲載開始されている作品であり、原作であるライトノベル版：ファイナルファンタジーXI　〜祈りの風〜（アルとイーリス編）を基に連載された。最終話は単行本で書き下ろされた。
- 作画担当：沙月ゆう
- 原作：スクウェア・エニックス
- 原作ストーリー：はせがわみやび
- 小説版イラスト：金田 榮路
- 発行：エンターブレイン
- 発売：角川グループパブリッシング

| タイトル                                  | ISBN-10    | ISBN-13        | 初版発行       |
| ----------------------------------------- | ---------- | -------------- | -------------- |
| ファイナルファンタジーXI 〜祈りの風〜 (1) | 4047265179 | 978-4047265172 | 2010年5月15日  |
| ファイナルファンタジーXI 〜祈りの風〜 (2) | 4047268631 | 978-4047268630 | 2010年11月15日 |